# Al-Laqbah
Al-Laqbah (tiếng Ả Rập: اللقبة, cũng đánh vần al-Laqbeh hoặc Laqbee) là một thị trấn ở phía tây bắc Syria, một phần hành chính của Tỉnh Hama, nằm ở phía tây Hama. Nó nằm dọc theo rìa thung lũng sông Orontes, trên con đường chính giữa Masyaf và miền bắc Syria. Các địa phương gần đó bao gồm Deir Mama ở phía nam, Jubb Ram nhớ và Hanjur ở phía đông bắc, Deir Shamil ở phía bắc và al-Annazah ở phía tây. Theo Cục Thống kê Trung ương Syria, al-Laqbah có dân số 1.908 người trong cuộc điều tra dân số năm 2004. Cư dân của nó chủ yếu là Alawites.
Al-Laqbah đã được xác định là làng "Rugaba" trong Thời đại đồ đồng được liệt kê bởi Thutmose III. Al-Laqbah là địa điểm của một pháo đài Crusader trước đây được gọi là "Laqoba", ban đầu thuộc thẩm quyền của Công quốc Antioch. Nó đã được Bohemond III của Antioch nhượng lại cho Hiệp sĩ bệnh viện năm 1168.
Vào cuối những năm 1970, một dự án nước đã được phát triển ở al-Laqbah, phục vụ như là nguồn cung cấp nước cho mười ngôi làng ở Tỉnh Tartus, sáu ở Tỉnh Latakia và năm ở Tỉnh Hama. Al-Laqbah là nơi sinh của Muhammad Nasif Khairbek, Phó Chủ tịch phụ trách các vấn đề an ninh trong chính phủ Syria. Các thành viên khác trong gia đình Nasif của Laqbah có các vị trí cấp cao trong các ngành an ninh khác nhau của đất nước.